# Платмір Ярослав Леонідович
Яросла́в Леоні́дович Платмір (нар. 1991) — солдат Збройних сил України, 81-ша десантно-штурмова бригада.

## Життєпис
Народився 2 листопада 1991 року в місті Жашків Черкаської області.
З 2008 по 2013 рік навчався в Черкаському національному університеті імені Богдана Хмельницького. Отримав диплом з відзнакою кваліфікаційного рівня спеціаліст за спеціальностями історик, вчитель історії.
Воювати пішов добровольцем у середині вересня 2014 року. Служив у окремій розвідувальній роті 81-ї десантно-штурмової бригади. 31 січня 2015 року поранений під Донецьким аеропортом. Від вибуху міни вирвало 15 см кістки в нижній частині лівої ноги. Ще 2—3 см видалили під час операції.
У Київському шпиталі наприкінці квітня зробили операцію з пересадки кістки.

## Поет
Пише вірші. Мав свою експозицію на виставці «Ні, наші Музи не мовчать!», яка діяла в Національному музеї літератури України.

## Нагороди
- Орден «За мужність» III ступеня (2 серпня 2015) — за особисту мужність і високий професіоналізм, виявлені у захисті державного суверенітету та територіальної цілісності України, вірність військовій присязі[2]